# Bradinopyga
Bradinopyga is een geslacht van libellen (Odonata) uit de familie van de korenbouten (Libellulidae).

## Soorten
Bradinopyga omvat 4 soorten:
- Bradinopyga cornuta Ris, 1911
- Bradinopyga geminata (Rambur, 1842)
- Bradinopyga saintjohanni Baijal & Agarwal, 1956
- Bradinopyga strachani (Kirby, 1900)